# СССР на летней Универсиаде 1959
СССР на первой летней Универсиаде в Турине (Италия) заняла 2-е место в общекомандном медальном зачёте, завоевав 24 медали (11 золотых, 8 серебряных, 5 бронзовых). Двукратным чемпионом Универсиады стал пловец Игорь Лужковский (100 и 400 метров вольным стилем)
Кроме него золотые медали Универсиады завоевали: мужская сборная по баскетболу, Олег Ряховский (лёгкая атлетика, мужчины, тройной прыжок), Василий Кузнецов (лёгкая атлетика, мужчины, пятиборье), Нелли Елисаева (лёгкая атлетика, женщины, 80 метров с барьерами), Эльвира Озолина (лёгкая атлетика, женщины, метание копья), женская легкоатлетическая сборная в эстафете 4×100 метров, Валентина Поздняк (плавание, женщины, 100 метров баттерфляем), Рязанова (теннис, женщины, одиночный разряд), мужская сборная по фехтованию (рапира).

## Медалисты

### Золото
| Золото | |                                                    |
| №      | Спортсмены | Вид спорта (дисциплина)                            |
| 1      | Николай Баглей Альберт Вальтин Александр Венедиктов Юрий Выставкин Вадим Гладун Олег Кутузов Олег Мамонтов С. Пряхин Владимир Стремоухов В. Фомичёв | Баскетбол (мужчины)                                |
| 2      | Олег Ряховский | Лёгкая атлетика (мужчины, тройной прыжок)          |
| 3      | Василий Кузнецов | Лёгкая атлетика (мужчины, пятиборье)               |
| 4      | Нелли Елисаева | Лёгкая атлетика (женщины, 80 метров с барьерами)   |
| 5      | Сборная СССР | Лёгкая атлетика (женщины, эстафета 4х100 метров)   |
| 6      | Эльвира Озолина | Лёгкая атлетика (женщины, метание копья)           |
| 7      | Игорь Лужковский | Плавание (мужчины, 100 метров вольным стилем)      |
| 8      | Игорь Лужковский | Плавание (мужчины, 400 метров вольным стилем)      |
| 9      | Валентина Поздняк | Плавание (женщины, 100 метров баттерфляем)         |
| 10     | Рязанова | Теннис (женщины, одиночный разряд)                 |
| 11     | Сборная СССР | Фехтование (мужчины, рапира, командное первенство) |

### Серебро
| Серебро |                     |                                              |
| №       | Спортсмены          | Вид спорта (дисциплина)                      |
| 1       | Владимир Ляхов      | Лёгкая атлетика (мужчины, метание диска)     |
| 2       | Анатолий Самоцветов | Лёгкая атлетика (мужчины, метание молота)    |
| 3       | Людмила Нечаева     | Лёгкая атлетика (женщины, бег на 100 метров) |
| 4       | Валентина Балод     | Лёгкая атлетика (женщины, прыжки в высоту)   |
| 5       | Тамара Макарова     | Лёгкая атлетика (женщины, прыжки в длину)    |
| 6       | Георгий Кувалдин    | Плавание (мужчины, 100 метров на спине)      |
| 7       | Григорий Киселёв    | Плавание (мужчины, 200 метров баттерфляем)   |
| 8       | Юрий Сисикин        | Фехтование (мужчины, рапира)                 |

### Бронза
| Бронза |                   |                                              |
| №      | Спортсмены        | Вид спорта (дисциплина)                      |
| 1      | Райчо Александров | Лёгкая атлетика (мужчины, прыжки в высоту)   |
| 2      | Людмила Нечаева   | Лёгкая атлетика (женщины, бег на 200 метров) |
| 3      | Клавдия Бабинцева | Лёгкая атлетика (женщины, бег на 800 метров) |
| 4      | Лариса Кулесова   | Лёгкая атлетика (женщины, прыжки в длину)    |
| 5      | Иданович          | Фехтование (мужчины, рапира)                 |